# Fuite vers la qualité
Une fuite vers la qualité (en anglais flight to quality ) est un phénomène d’importants mouvements de capitaux  qui, lors d’un krach boursier, se déplacent de valeurs mobilières vers des placements plus sûrs qui sont aussi généralement plus liquides.
Un tel phénomène fait généralement suite à une bulle spéculative, qui éclate parfois très rapidement au cours d'un krach ; les épargnants et les spéculateurs se précipitent pour vendre leurs titres, faisant chuter les prix sur le marché boursier. Ils achètent en particulier des emprunts d'État, dont les cours cotés augmentent.
La source d'un tel mouvement, auto-réalisateur et mimétique, est une bulle spéculative prête à éclater, et la publication d'une nouvelle information, parfois assez mineure.
Les actifs financiers qui présentent des risques de crédit subissent une forte décote. À la suite de ce mouvement, les emprunteurs ont davantage de difficultés à se financer, et s’ils y arrivent, doivent payer un taux d'intérêt plus élevé.

## Justification
La justification de ce type de mouvements, qu'on trouve dans leur nom même, réside dans de supposés arbitrages par de grands gestionnaires de fonds entre 
- d'un côté des ventes massives d'actions ou obligations comportant un risque de signature
- et de l'autre des achats massifs d'emprunts d'État,

c’est-à-dire :
- des liquidations de positions en actions, ou en obligations risquées,
- dont les produits seraient immédiatement réinvestis en emprunts d'État.

Les épisodes de fuite vers la qualité tirent leur justification de ce que, dans le cas où les choses iraient vraiment mal sur le marché des actions, ou sur celui du crédit, le marché sait que les banques centrales interviendraient pour ajouter des liquidités ou faire baisser les taux courts – comme la Réserve fédérale des États-Unis l'a fait à plusieurs reprises depuis 1987 – en entraînant donc les rendements des nouveaux emprunts d'État à la baisse : les emprunts d’État achetés avant cette baisse des taux prennent donc rapidement de la valeur.
Il relève donc plutôt de l'achat régulier de billets de loterie : les traders perdent un peu d'argent à chaque flight to quality mais, si celui-ci se concrétise, ils peuvent gagner beaucoup, et éviter des pertes importantes.

## Crise financière russe de 1998
Les flights to quality sont généralement assez brefs, mais néanmoins l'un d'entre eux, à l'été 1998, a eu une durée, une importance et une virulence exceptionnelle, compte tenu du terrain fertile où il était né. En effet, à quelques mois de la réalisation de l'union économique et monétaire européenne, les banques d'investissement du monde entier étaient chargées de positions d'arbitrage considérables, destinées à tirer profit de la convergence des marchés de taux et avaient réalisé à l'avance toutes les opérations que les gestionnaires d'OPCVM devraient faire après le lancement de l'euro et l'unification des marchés, mais ne pouvaient pas effectuer avant.[réf. nécessaire]
Cette crise de l'été 1998 a été causée par le défaut attendu puis effectif de la Russie sur les GKO, a duré plusieurs mois, et a causé la quasi-faillite du hedge fund Long Term Capital Management.